# SC Westfalia 04 Herne
SC Westfalia 04 Herne is een Duitse voetbalclub uit Herne (Noordrijn-Westfalen). De club werd in 1904 gesticht.
De Duitse competitie werd vaak veranderd en de club speelde de eerste 29 jaar van zijn bestaan in 19 verschillende competities. In 1933 werd de Gauliga opgericht onder impuls van het Derde Rijk. Het eerste jaar van de Gauliga speelden ze nog in de 2de klasse maar ze konden al snel stijgen. In 1937 werd de club vicekampioen na FC Schalke 04.
Na WOII speelde de club in de Landesliga Westfalen die met de invoering van de Oberliga in 1947-48 2de klasse werd. In 1954 promoveerde de club naar de Oberliga West. Vijf jaar later werden ze kampioen van de Oberliga West, een jaar later vicekampioen. De club rivaliseerde fel met SV Sodingen, tussen 1954 en 1958 kon de club geen enkele keer van zijn rivaal winnen.
Na de stichting van de Bundesliga werd de club in de Regionalliga (2de klasse) ingedeeld waar het nog enkele seizoenen speelde. Tot 1990 speelde de club in de Oberliga Westfalen (3de) maar zakte daarna naar de Landesliga (6de klasse). Na 2 promoties promoveerde de club na 1999 opnieuw naar de Oberliga Westfalen, die intussen de 4de klasse was geworden. Na seizoen 2007/08 werd de 3. Bundesliga ingevoerd en werd de Oberliga de vijfde klasse. De Oberliga Westfalen fusioneerde met de Oberliga Nordrhein en werd de nieuwe NRW-Liga. In 2012 werd de NRW-Liga terug ontbonden en ging de club weer in de Oberliga Westfalen spelen. In 2015 degradeerde de club en kon na twee seizoenen terugkeren.

## Geschiedenis

### Oprichting
De club werd op 13 juni 1904 opgericht in de ridderzaal van het Schloss Strünkede. Oorspronkelijk waren rood en wit de clubkleuren. In 1914 werden de huidige clubkleuren aangenomen. In de jaren die volgden op de oprichting werden verschillende andere clubs in Herne opgericht. Onder andere Germania Herne (1909) en SV Sodingen (1912). In de beginjaren speelde de club uitsluitend wedstrijden op het lokale niveau. Na de Eerste Wereldoorlog begon men te spelen op het 2de niveau van het Westdeutschen Spiel-Verband.

### Interbellum
In 1925 werd Hermann Kracht voorzitter. Hij bracht de club tot een fusie met Fortuna Herne tot Westfalia-Fortuna Herne. Deze fusie werd echter in 1931 al ongedaan gemaakt. In het seizoen 1930/31 werd voor het eerst promotie naar het 1ste niveau afgedwongen, de Ruhrbezirksliga. Daar kwam men onder andere FC Schalke 04 tegen. De club speelde tot het einde van de Tweede Wereldoorlog in de Gauliga, het eerste niveau. In 1937 werd Westfalia zelfs vicekampioen na Schalke 04.

## Eindklasseringen vanaf 1964
| Seizoen | Competitie                     | Niveau | Eindstand | DFB Pokal | Opmerking |
| ------- | ------------------------------ | ------ | --------- | --------- | --- |
| 1963/64 | Regionalliga West              | II     | 6         | --        | |
| 1964/65 | Regionalliga West              | II     | 12        | 1e ronde  | <Tennis Borussia Berlin: 3-4 n.v. |
| 1965/66 | Regionalliga West              | II     | 15        | --        | |
| 1966/67 | Regionalliga West              | II     | 11        | --        | |
| 1967/68 | Regionalliga West              | II     | 17        | --        | |
| 1968/69 | Verbandsliga Westfalen Südwest | III    | 6         | --        | |
| 1969/70 | Verbandsliga Westfalen Südwest | III    | 1         | --        | kampioenschap Westfalen > Eintracht Gelsenkirchen: 1-2; 2e in promotieserie met Eintracht Gelsenkirchen en Sterkrade 06/07              |
| 1970/71 | Regionalliga West              | II     | 12        | --        | |
| 1971/72 | Regionalliga West              | II     | 14        | --        | |
| 1972/73 | Regionalliga West              | II     | 15        | --        | |
| 1973/74 | Regionalliga West              | II     | 17        | --        | |
| 1974/75 | Verbandsliga Westfalen Südwest | III    | 1         | 1e ronde  | <Eintracht Bad Kreuznach: 0-2; kampioenschap Westfalen >SVA Gütersloh: 2-0 / 4-2; 1e in promotieserie met Spandauer SV en VfB Oldenburg |
| 1975/76 | 2. Bundesliga Nord             | II     | 10        | 3e ronde  | < 1. FC Kaiserslautern: 1-3 |
| 1976/77 | 2. Bundesliga Nord             | II     | 11        | --        | |
| 1977/78 | 2. Bundesliga Nord             | II     | 12        | --        | |
| 1978/79 | 2. Bundesliga Nord             | II     | 5         | --        | Vanwege financiële redenen geen licentie voor 1979/80                                                                                   |
| 1979/80 | Oberliga Westfalen             | III    | 9         | 2e ronde  | < BV 08 Lüttringhausen: 1-4 |
| 1980/81 | Oberliga Westfalen             | III    | 12        | --        | |
| 1981/82 | Oberliga Westfalen             | III    | 17        | --        | |
| 1982/83 | Oberliga Westfalen             | III    | 15        | --        | |
| 1983/84 | Oberliga Westfalen             | III    | 16        | --        | |
| 1984/85 | Oberliga Westfalen             | III    | 9         | --        | |
| 1985/86 | Oberliga Westfalen             | III    | 6         | --        | |
| 1986/87 | Oberliga Westfalen             | III    | 3         | --        | |
| 1987/88 | Oberliga Westfalen             | III    | 2         | --        | kwartfinale Duits amateur kampioenschap > TSV Vestenbergsgreuth: 0-1 / 2-3                                                              |
| 1988/89 | Oberliga Westfalen             | III    | 5         | --        | |
| 1989/90 | Oberliga Westfalen             | III    | 16        | --        | |
| 1990/91 | Verbandsliga Westfalen Südwest | IV     | 7         | --        | |
| 1991/92 | Verbandsliga Westfalen Südwest | IV     | 3         | --        | |
| 1992/93 | Verbandsliga Westfalen Südwest | IV     | 6         | --        | |
| 1993/94 | Verbandsliga Westfalen Südwest | IV     | 14        | --        | invoering Regionalliga |
| 1994/95 | Verbandsliga Westfalen Südwest | V      | 13        | --        | |
| 1995/96 | Verbandsliga Westfalen Südwest | V      | 15        | --        | |
| 1996/97 | Landesliga Westfalen-3         | VI     | 10        | --        | |
| 1997/98 | Landesliga Westfalen-3         | VI     | 1         | --        | |
| 1998/99 | Verbandsliga Westfalen Südwest | V      | 1         | --        | |
| 1999/00 | Oberliga Westfalen             | IV     | 5         | --        | |
| 2000/01 | Oberliga Westfalen             | IV     | 8         | --        | |
| 2001/02 | Oberliga Westfalen             | IV     | 6         | --        | |
| 2002/03 | Oberliga Westfalen             | IV     | 17        | --        | |
| 2003/04 | Verbandsliga Westfalen-1       | V      | 3         | --        | |
| 2004/05 | Verbandsliga Westfalen-1       | V      | 1         | --        | |
| 2005/06 | Oberliga Westfalen             | IV     | 8         | --        | |
| 2006/07 | Oberliga Westfalen             | IV     | 7         | 1e ronde  | < Erzgebirge Aue: 0-1 |
| 2007/08 | Oberliga Westfalen             | IV     | 5         | --        | |
| 2008/09 | NRW-Liga                       | V      | 6         | --        | invoering 3. Liga |
| 2009/10 | NRW-Liga                       | V      | 7         | --        | |
| 2010/11 | NRW-Liga                       | V      | 13        | --        | |
| 2011/12 | NRW-Liga                       | V      | 18        | --        | |
| 2012/13 | Oberliga Westfalen             | V      | 16        | --        | |
| 2013/14 | Oberliga Westfalen             | V      | 15        | --        | |
| 2014/15 | Oberliga Westfalen             | V      | 18        | --        | |
| 2015/16 | Westfalenliga-2                | VI     | 3         | --        | |
| 2016/17 | Westfalenliga-2                | VI     | 1         | --        | |
| 2017/18 | Oberliga Westfalen             | V      | 9         | --        | |
| 2018/19 | Oberliga Westfalen             | V      | 8         | --        | |
| 2019/20 | Oberliga Westfalen             | V      | 16        | --        | 9 punten in mindering i.v.m. faillissementsaanvraag; competitie afgebroken i.v.m. coronapandemie                                        |
| 2020/21 | Oberliga Westfalen             | V      | --        | --        | competitie afgebroken i.v.m. coronapandemie, geen eindstand                                                                             |
| 2021/22 | Oberliga Westfalen             | V      | 21        | --        | |
| 2022/23 | Westfalenliga-2                | VI     | 16        | --        | |

## Voormalige spelers
- Helmut Bracht
- Hans Tilkowski

Staffel 1:
SG Bockum-Hövel ·
Delbrücker SC ·
Borussia Emsdetten ·
FC Preußen Espelkamp ·
TuS Hiltrup ·
SC Rot Weiss Maaslingen ·
SV Mesum ·
SuS Neunkirchen ·
FC Nieheim ·
Grün-Weiß Nottuln ·
SF Ostinghausen ·
SC Peckeloh ·
FSC Rheda ·
SV Rödinghausen II ·
SV Westfalia Soest ·
SC Westfalia Kinderhaus

Staffel 2:
FC Brünninghausen ·
SV Vestia Disteln ·
TuS Erndtebrück ·
SC Westfalia Herne ·
SV Hohenlimburg ·
Holzwickeder SC ·
SpVgg Horsthausen ·
FC Iserlohn 46/49 ·
Lüner SV ·
RSV Meinerzhagen ·
SV Wacker Obercastrup ·
SC Obersprockhövel ·
BSV Schüren ·
SV Sodingen 1912 ·
TSG Sprockhövel ·
DSC Wanne-Eickel